# Крум Мілев
Крум Мілев (болг. Крум Милев, 11 червня 1915, Софія — 19 травня 2000, Софія) — болгарський футболіст, що грав на позиції нападника. По завершенні ігрової кар'єри — тренер.
Виступав, зокрема, за клуби «Славія» (Софія) та «Локомотив» (Софія), а також національну збірну Болгарії.

## Клубна кар'єра
Розпочав грати у футбол в клубі «Любен Каравелов», з якого у 1932 році потрапив в «Ботєв» (Софія).
З 1935 року виступав за «Славію» (Софія), в якій провів п'ять сезонів. За цей час двічі виборював титул чемпіона Болгарії.
1940 року перейшов до клубу «Локомотив» (Софія), за який відіграв 8 сезонів. За цей час додав до переліку своїх трофеїв ще один титул чемпіона Болгарії. Завершив професійну кар'єру футболіста виступами за команду «Локомотив» (Софія) у 1948 році, вигравши цього року і перший у своїй кар'єрі Кубок Болгарії.

## Виступи за збірну
1937 року дебютував в офіційних матчах у складі національної збірної Болгарії. Протягом кар'єри у національній команді, яка тривала 12 років, провів у формі головної команди країни 18 матчів, забивши 3 голи.

## Кар'єра тренера
Розпочав тренерську кар'єру відразу ж по завершенні кар'єри гравця, 1948 року, очоливши тренерський штаб новоствореного клубу ЦСКА (Софія). Це був початок п'ятнадцятирічної пригоди з цим клубом, увінчаної одинадцятьма титулами чемпіона Болгарії та чотирма перемогами у Кубку Болгарії. Протягом 1954—1962 років ЦСКА дев'ять разів поспіль виграв чемпіонат в Болгарії, що досі є національним рекордом, як залишається рекордом й тривалість перебування Мілева на посаді тренера у найуспішнішому клубі Болгарії.
Паралельно у період з 1952 по 1960 роки він працював з національною футбольною командою. Він очолював олімпійську команду на літніх Олімпійських іграх 1952 року у Гельсінкі. Однак вже в першому раунді болгари були вибиті збірною СРСР. Після поразки на чемпіонаті світу 1954 року він залишив свою роботу. А найбільшим досягненням Мілева зі збірною стали бронзові медалі на літніх Олімпійських іграх 1956 року. Загалом Мілев очолював Болгарію в 49 матчах (44 рази разом зі Стояном Орманджиєвим, 4 рази із Γеоргі Пачеджиєвим і тільки один раз самостійно). Болгарія виграла 21 з цих матчів, лише 14 програвши.
У 1966 році він очолив «Бероє». Два сезони, які він провів з командою, команда була в середині ліги. Проте в 1968 році вони досягли фіналу Кубка Болгарії. Він також керував командою на початку сезону 1967/68 але в листопаді покинув клуб.
Перед сезоном 1969/70 Крум очолив турецький «Бешикташ». Проте стамбульський клуб не отримав успішних результатів і Мілев, який керував командою протягом 23 тижнів, здобув лише шість перемог, після чого покинув клуб.
Помер 19 травня 2000 року на 85-му році життя у місті Софія.

## Титули і досягнення

### Як гравця
- Чемпіон Болгарії (3):

«Славія» (Софія): 1936, 1938–39
«Локомотив» (Софія): 1945
- Володар Кубка Болгарії (1):

«Локомотив» (Софія): 1948

### Як тренера
- Чемпіон Болгарії (11):

ЦСКА (Софія): 1951, 1952, 1954, 1955, 1956, 1957, 1958, 1958–59, 1959–60, 1960–61, 1961–62
- Володар Кубка Болгарії (4):

ЦСКА (Софія): 1951, 1954, 1955, 1961
- Бронзовий олімпійський призер: 1956